# Kronborg Knights 2022
Questa voce raccoglie le informazioni riguardanti i Kronborg Knights nelle competizioni ufficiali della stagione 2022.

## 1. division 2022

### Stagione regolare
| Holstebro 30 aprile 2022, ore 14:00 2ª giornata | Holstebro Dragons | 18 – 25 referto | Kronborg Knights | Idrætscenter Vest |

| Copenaghen 8 maggio 2022, ore 14:00 3ª giornata | Ørestaden Spartans | 28 – 0 referto | Kronborg Knights | Boldfælleden |

| Helsingør 14 maggio 2022, ore 14:00 4ª giornata | Kronborg Knights | 14 – 42 referto | Aarhus Tigers | Knights Field |

| Helsingør 29 maggio 2022, ore 14:00 6ª giornata | Kronborg Knights | 14 – 48 referto | Herlev Rebels | Knights Field |

| Kastrup 18 giugno 2022, ore 14:00 9ª giornata | Amager Demons | 20 – 13 referto | Kronborg Knights | Bag Amagerhallen |

| Helsingør 13 agosto 2022, ore 16:00 10ª giornata | Kronborg Knights | 0 – 50 (a tavolino) referto | Frederikssund Oaks | Knights Field |

| Odense 3 settembre 2022, ore 14:00 13ª giornata | Odense Badgers /Svendborg Admirals | 50 – 0 (a tavolino) referto | Kronborg Knights | Bolbroparken |

## Statistiche di squadra
| Competizione      | %Vittorie | In casa | In casa | In casa | In casa | In casa | In casa | In trasferta | In trasferta | In trasferta | In trasferta | In trasferta | In trasferta | Totale | Totale | Totale | Totale | Totale | Totale |
| Competizione      | %Vittorie | G       | V       | N       | P       | Pf      | Ps      | G            | V            | N            | P            | Pf           | Ps           | G      | V      | N      | P      | Pf     | Ps     |
| ----------------- | --------- | ------- | ------- | ------- | ------- | ------- | ------- | ------------ | ------------ | ------------ | ------------ | ------------ | ------------ | ------ | ------ | ------ | ------ | ------ | ------ |
| Stagione regolare | .143      | 3       | 0       | 0       | 3       | 28      | 140     | 4            | 1            | 0            | 3            | 38           | 116          | 7      | 1      | 0      | 6      | 66     | 256    |
| Totale            | .143      | 3       | 0       | 0       | 3       | 28      | 140     | 4            | 1            | 0            | 3            | 38           | 116          | 7      | 1      | 0      | 6      | 66     | 156    |